# Endicott (Washington)
Endicott és una població dels Estats Units a l'estat de Washington. Segons el cens del 2000 tenia 355 habitants.

## Demografia
Segons el cens del 2000, Endicott tenia 621 habitants, 140 habitatges, i 99 famílies. La densitat de població era de 826,8 habitants per km².
Dels 140 habitatges en un 38,6% hi vivien nens de menys de 18 anys, en un 52,1% hi vivien parelles casades, en un 15% dones solteres, i en un 28,6% no eren unitats familiars. En el 27,9% dels habitatges hi vivien persones soles el 15,7% de les quals corresponia a persones de 65 anys o més que vivien soles. El nombre mitjà de persones vivint en cada habitatge era de 2,49 i el nombre mitjà de persones que vivien en cada família era de 3,05.
Per edats la població es repartia de la següent manera: un 18,4% tenia menys de 18 anys, un 39% entre 18 i 24, un 23% entre 25 i 44, un 10% de 45 a 60 i un 9,7% 65 anys o més.
L'edat mediana era de 23 anys. Per cada 100 dones de 18 o més anys hi havia 115,7 homes.
La renda mediana per habitatge era de 28.594 $ i la renda mediana per família de 35.500 $. Els homes tenien una renda mediana de 31.000 $ mentre que les dones 45.083 $. La renda per capita de la població era de 9.571 $. Aproximadament el 14,6% de les famílies i el 20,7% de la població estaven per davall del llindar de pobresa.

## Poblacions més properes
El següent diagrama mostra les poblacions més properes.